# Zbigniew Gut
Zbigniew Gut (Wymiarki, Polonia, 17 de abril de 1949-Saint-Jean-de-Maurienne, Francia, 27 de marzo de 2010) fue un futbolista polaco que jugaba como defensa.

## Selección nacional
Fue internacional con la selección polaca en 11 ocasiones. Fue campeón olímpico en 1972. También formó parte de la selección que obtuvo el tercer lugar en la Copa del Mundo de 1974.

### Participaciones en Copas del Mundo
| Mundial                        | Sede             | Resultado    | Partidos | Goles |
| ------------------------------ | ---------------- | ------------ | -------- | ----- |
| Copa Mundial de Fútbol de 1974 | Alemania Federal | Tercer lugar | 2        | 0     |

### Participaciones en Juegos Olímpicos
| Olimpiada                       | Sede             | Resultado | Partidos | Goles |
| ------------------------------- | ---------------- | --------- | -------- | ----- |
| Juegos Olímpicos de Múnich 1972 | Alemania Federal | Campeón   | 4        | 0     |

## Clubes
| Club                    | País    | Año       |
| ----------------------- | ------- | --------- |
| Odra Opole              | Polonia | 1968-1974 |
| Lech Poznań             | Polonia | 1974-1979 |
| Paris FC                | Francia | 1980-1981 |
| Stade français          | Francia | 1981-1982 |
| Red Star Saint-Ouen     | Francia | 1982-1984 |
| Saint-Jean-de-Maurienne | Francia | 1985-1987 |

## Palmarés

### Copas internacionales
| Título           | Selección | Sede                      | Año  |
| ---------------- | --------- | ------------------------- | ---- |
| Juegos Olímpicos | Polonia   | Múnich (Alemania Federal) | 1972 |

## Condecoraciones
| Distinción                                                      | Año  |
| --------------------------------------------------------------- | ---- |
| Campeón meritorio del deporte                                   | ?    |
| Medalla de Oro por logros deportivos sobresalientes (dos veces) | ?    |
| Cruz de Caballero de la Orden Polonia Restituta                 | ?    |
| Insignia de oro de la PZPN                                      | 1972 |